# Kimberley Bos
Pour les articles homonymes, voir Bos.
Kimberley Bos, née le 7 octobre 1993 à Ede, est une skeletoneuse néerlandaise. Elle fait partie de l'équipe olympique néerlandaise pour l'épreuve de skeleton lors des Jeux olympiques d'hiver de 2018 et termine en 8e position. À l'occasion des Jeux olympiques d'hiver de 2022, elle est médaillée de bronze en individuel, ce qui constitue la première médaille olympique des Pays-Bas en skeleton.

## Palmarès

### Jeux olympiques
- : médaille de bronze en individuel aux Jeux olympiques d'hiver de 2022 à  Pékin.

### Championnats monde
- :  médaille d'or en individuel en 2025.
- : médaillée d'argent en individuel aux championnats du monde de 2023.

### Coupe du monde
- 2 globes de cristal en individuel : en 2022 et 2024.
- 21 podiums individuels : 7 victoires, 6 deuxièmes places et 8 troisièmes places.

#### Détails des victoires en Coupe du monde
| Édition   | Piste             | Total |
| 2021-2022 | Winterberg x2     | 2     |
| 2022-2023 | Winterberg Igls   | 2     |
| 2023-2024 | Igls Saint-Moritz | 2     |
| 2024-2025 | Sigulda           | 1     |

### Championnats d'Europe
- Saint-Moritz 2022 :  médaille d'or en individuel.